# Cmentarzysko kurhanowe w Piórkowie
Cmentarzysko kurhanowe w Piórkowie – wielokulturowe cmentarzysko zbudowane pod koniec epoki brązu przez ludność mazursko-warmińskiej grupy kultury łużyckiej, położone w powiecie braniewskim, w gminie Płoskinia.

## Położenie i stan zachowania kurhanów
Cmentarzysko kurhanowe położone jest ok. 3 km od miejscowości Piórkowo na terenie kompleksu leśnego, w pobliżu wysokiego brzegu rzeki Pasłęki, która tworzy tu od 1916 roku przez sztuczne spiętrzenie Jezioro Pierzchalskie. Kurhany, tworzące kompleks cmentarzyska, rozproszone są wzdłuż drogi leśnej. Pojedyncze obiekty usytuowane są w sposób nieregularny i nie tworzą wyraźnego zarysu cmentarzyska. Współcześnie wytyczona jest tu ścieżka dydaktyczna Nadleśnictwa Zaporowo. Mimo położenia na terenie kompleksu leśnego kurhany są doskonale widoczne i czytelne w przestrzeni.
Pozostawiony przez archeologów wygląd pobadawczej ekspozycji otwartych kurhanów prezentuje poszczególne rodzaje konstrukcji, jakie znajdowały się pod usypanymi kopcami, w tym m.in. skrzynię kamienną (zdj. nr 4 i 5), która pierwotnie zawierała popielnice. Ponadto jeden z kurhanów został pozostawiony w sposób obrazujący metodykę badawczą tego typu obiektów z zachowanym krzyżowym świadkiem. 

## Historia
Cmentarzysko zostało odkryte w 1828 roku. Kompleks cmentarzyska liczył wówczas 26 kurhanów, z czego 11 opisano jako duże. Pierwsze badania na cmentarzysku przeprowadzono w roku 1870. Następne badania, w latach 1904–1906, przeprowadził niemiecki archeolog Adalbert Bezzenberger (1851–1922). Badaniom poddano wówczas pięć kurhanów. Kolejne prace archeologiczne przeprowadzono tu dopiero w latach 1980–1987. Badania prowadził dr Adam Waluś (ur. 1949) z archeologami Instytutu Archeologii Uniwersytetu Warszawskiego. Przebadanych zostało 10 kolejnych kurhanów. 
Zarówno badania z początku XX wieku, jak i te z lat 80. odtworzyły konstrukcje poszczególnych obiektów i opisały ciałopalny, popielnicowy (tj. w urnach) obrzęd grzebania zmarłych. Na podstawie sposobu umieszczania popielnic w kurhanach wyodrębniono starsze pochówki, które umieszczone zostały w niewielkich kamiennych skrzyniach oraz różnego rodzaju obudowach i obstawach kamiennych. Natomiast pochówki późniejsze polegały na umieszczaniu popielnic na prostokątnych brukach. Znaleziono również pojedyncze pochówki bezpopielnicowe. Na uwagę zasługuje konstrukcja kamienna kurhanu VIII związana z symboliką solarno-lunarną mającą ścisły związek z obrządkiem pogrzebowym ludności kultury kurhanów zachodniobałtyjskich. Wśród zabytków pozyskanych w trakcie prac badawczych znajdują się między innymi urny z prochami ludzkimi, w tym popielnica typu twarzowego, prymitywne narzędzia, naczynia oraz broń. Materiały zabytkowe pozyskane w trakcie badań znajdują się w Instytucie Archeologii Uniwersytetu Warszawskiego. Kurhany są pozostawione w stanie otwartym.
12 września 1990 cmentarz został wpisany do rejestru zabytków.